# Louis Chaillot
Louis Paul Fernand Chaillot (født 2. marts 1914 i Chaumont, død 28. januar 1998 i Aubenas) var en fransk cykelrytter, som deltog i de to olympiske lege i 1930'erne.

## Cykelkarriere
Chaillot stillede op i to discipliner ved OL 1932 i Los Angeles. I tandem over 2000 m kørte han sammen med Maurice Perrin, og i denne disciplin deltog kun fire andre par. Den franske duo vandt sikkert over brødrene Ernest og Stanley Chambers fra Storbritannien i indledende heat, mens danskerne Willy Gervin og Harald Christensen vandt det andet heat over et hollandsk par, men blev efterfølgende diskvalificeret. Danskerne fik dog lov til at køre opsamlingsheat, som de vandt over englænderne og et amerikansk par. I semifinalen vandt franskmændene over danskerne, mens briterne vandt uden at køre, da hollændernes cykel var gået i stykker. Finalen blev derfor en gentagelse af det indledende heat mellem franskmændene og briterne, hvor der dog skulle køres bedst af tre heat. Perrin og Chaillot sikrede sig guldet ved at vinde to heat, og briterne fik dermed sølv og danskerne bronze. Chaillot deltog også i sprint, hvor der var ni deltagere. I første runde vandt han over danske Gervin og en mexicaner, i kvartfinalen over en canadier og i semifinalen over en australier. I finalen mødte han hollandske Jacobus van Egmond i en match bedst af tre heats. Chaillot vandt første heat snævert, men hollænderen vandt andet heat sikkert, og i afgørende heat lagde van Egmond sig i spidsen fra begyndelsen og blev der, så han vandt med et hjuls forspring og sikrede sig guldet, mens Chaillot fik sølv og italieneren Bruno Pellizzari bronze.
Fire år senere ved legene i Berlin stillede Chaillot igen op i sprint. Denne gang var der tyve deltagere, og Chaillot vandt sikkert i de to første runder. I kvartfinalen besejrede han danske Karl Magnussen, men i semifinalen var hollandske Arie van Vliet hurtigst. Van Vliet fik sølv efter at have tabt finalen til tyske Tony Merkens, mens Chaillot fik bronze efter sejr over en italiener.
Chaillot blev derefter professionel og vandt tre franske mesterskaber: I sprint i 1937 og i dernypace i 1944 og 1946; i 1946 vandt han desuden VM-bronze i dernypace.